# St George's Hospital

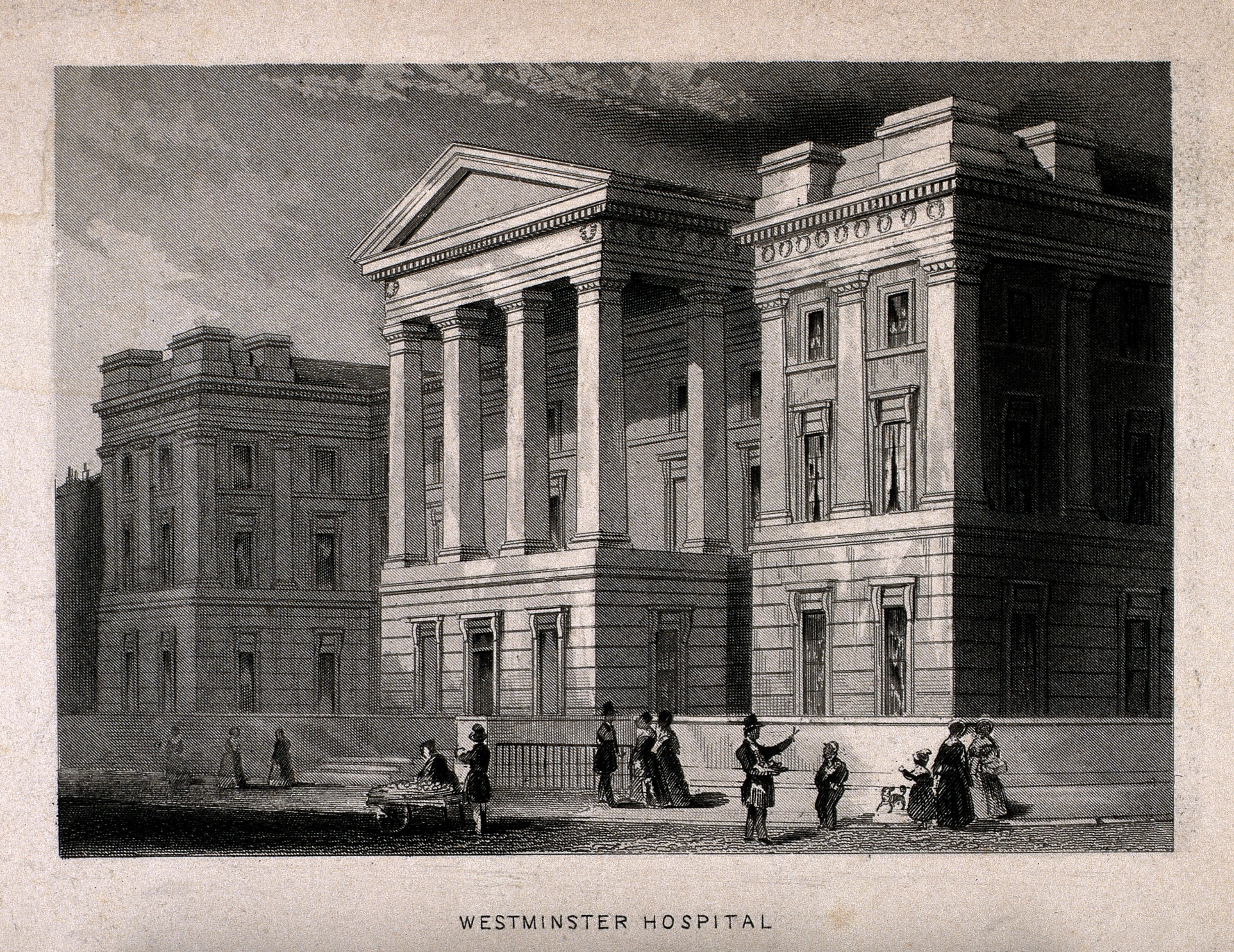
St. George's Hospital, Hyde Park Corner

Construído em 1733, St George’s Hospital é um dos maiores hospitais universitários do Reino Unido. Partilha o seu site em Tooting, Inglaterra, com a Universidade St George, Londres, que forma todo o staff do serviço nacional de saúde (em inglês NHS) e desenvolve importante investigação médica.

## O hospital

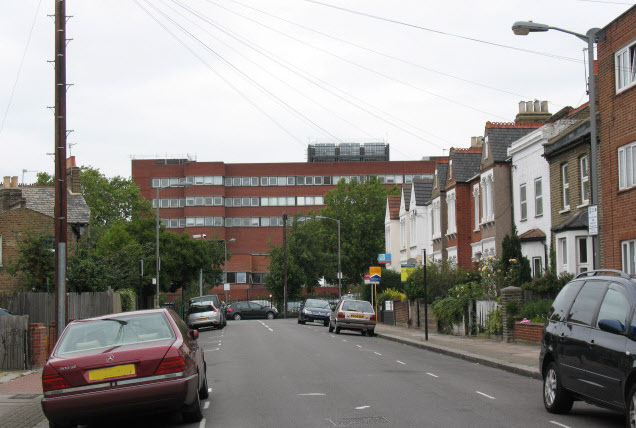
Edifícios do hospital em Tooting, 2015

Fundado em 1733, é um dos maiores hospitais de ensino do Reino Unido e um dos maiores hospitais da Europa. É administrado pelo St George's University Hospitals NHS Foundation Trust. Ele compartilha seu principal hospital em Tooting, no bairro londrino de Wandsworth, com o St George's, da University of London, que treina a equipe do NHS e realiza pesquisas médicas avançadas.
O hospital possui cerca de 1 300 leitos e a maioria dos cuidados terciários gerais, como acidentes e emergências, serviços de maternidade e atendimento a idosos e crianças. No entanto, como um grande hospital de urgência, o St George's Hospital também oferece atendimento especializado para lesões e doenças mais complexas, incluindo trauma, neurologia, atendimento cardíaco, transplante renal, tratamento contra câncer e derrame. É também o lar de um dos quatro principais centros de trauma e uma das oito unidades de AVC hiperagudo de Londres.
O St George's Hospital também cuida de pacientes de uma área de influência maior no sudeste da Inglaterra, para especialidades como traumas pélvicos complexos. Outros serviços tratam pacientes de todo o país, como atendimento familiar para HIV e transplante de medula óssea para doenças não cancerígenas. A confiança também oferece um serviço de treinamento em endoscopia em todo o país.

## Alunos e funcionários notáveis
Entre aqueles que estiveram associados ao St George's estão:
- Clinton Thomas Dent
- Henry Gray
- Edward Jenner
- Edward Adrian Wilson